# The Deep Purple (pel·lícula de 1915)
The Deep Purple és una pel·lícula muda de la World Film Company dirigida per James Young i protagonitzada per Clara Kimball Young i Milton Sills. Els pares de l’actriu, Edward Kimball i Pauline Maddern, interpretaven els rols de pare de la noia i mare del noi, respectivament. Constitueix el debut cinematogràfic de l’actriu Esther Ralston Basada en l’obra teatral homònima de Paul Armstrong i Wilson Mizner, es va estrenar l'11 de gener de 1915.) Es considera una pel·lícula perduda.

## Argument
La banda de lladres de Nova York liderada per "Pop" Clark envia Harry Leland a una petita població per estafar els diaques d'una església amb una oferta per a un nou orgue de tubs. Mentre espera que es decideixin i ajuntin els 200 dòlars per a l’avançament, Harry s'interessa per Doris Moore, la filla del reverend i organista de l'església. Creient que pot utilitzar Doris en les seves operacions, Harry li proposa matrimoni. Doris accepta ingènuament i marxa amb ell a Nova York on planegen casar-se més endavant.
La resta de la banda està immersa en un pla per fer xantatge a William Lake, un jove visitant de l'oest que ha guanyat 50.000 dòlars a les mines d'or. Quan arriben Harry i Doris, la banda fa servir la noia com a esquer innocent per posar William en una situació compromesa allà on s’hostatja. Harry es presenta en aquell moment i acusa el visitant d'haver seduït la seva dona (tot i que encara no estan casats). L’amenaça de fer públic el seu descobriment si William no li paga però aquest es nega i els dos homes es barallen. Harry deixa inconscient William, li roba els 50.000 dòlars i s’enduu la desconcertada Doris de tornada a la pensió de "Fresno Kate" on la banda té el cau. Tanmateix, Kate, sentint simpatia per Doris i angoixada per la manera com Harry la tracta, el denuncia a les autoritats. La policia assalta l'amagatall i captura tota la banda. Més tard, William Lake, que des del principi havia vist clar que Doris era tan víctima com ell, convida a ella i al seu pare allà on s’hostatja i els presenta la seva família. Compra l'orgue per a l'església dels Moore i Doris i ell s’enamoren.

## Repartiment
- Clara Kimball Young (Doris Moore)
- Milton Sills (William Lake)
- Crauford Kent (Harry Leland)
- William J. Ferguson ('Pop' Clark)
- Grace Aylesworth ('Fresno' Kate Fallon)
- Mae Hopkins (Ruth Lake)
- Edward Kimball (reverend William Moore)
- Pauline Maddern (Mrs. Lake)
- Frederick Truesdell (inspector Bruce)
- DeWitt Jennings (Gordon Laylock)
- Walter Craven (Pat Connelly)
- Esther Ralston (àngel)
- Bert Starkey (extra)